# Cupa României 1954
La Cupa României 1954 è stata la 17ª edizione della coppa nazionale disputata tra il 11 agosto e il 5 dicembre 1954 e conclusa con la vittoria del Metalul Reșița, al suo primo titolo.

## Sedicesimi di finale
Gli incontri si sono disputati tra l'11 e il 18 agosto 1954.
| Squadra 1                     | Risultato | Squadra 2              |
| ----------------------------- | --------- | ---------------------- |
| Locomotiva Arad               | 0 - 1     | Flamura Roșie Arad     |
| Metalul Steagul roṣu Braṣov   | 0 - 3     | Locomotiva Târgu-Mureș |
| Metalul Brăila                | 0 - 3     | Locomotiva Constanța   |
| Voința București              | 1 - 2     | Metalul București      |
| Metalul Câmpina               | 0 - 3     | Dinamo Bucarest        |
| Progresul Cluj                | 2 - 3     | Metalul Câmpia-Turzii  |
| Știința Craiova               | 0 - 1     | Locomotiva Timișoara   |
| Locomotiva Iași               | 1 - 3 dts | CCA București          |
| Flacăra Moinești              | 0 - 4     | Locomotiva Bucarest    |
| Metalul Oradea                | 3 - 0     | Progresul Oradea       |
| Locomotiva Pașcani            | 1 - 3     | Flacăra Ploiești       |
| Metalul Reșița                | 5 - 1     | Știința Timișoara      |
| Progresul Satu Mare           | 3 - 2     | Știința Cluj           |
| Flamura Roșie Sfântu Gheorghe | 2 - 1     | Dinamo Brașov          |
| Locomotiva Craiova            | 2 - 1     | Minerul Petroșani      |
| Progresul Sibiu               | 3 - 2     | Metalul Hunedoara      |

## Ottavi di finale
Gli incontri si sono disputati il 20 ottobre 1954.
| Squadra 1                     | Risultato | Squadra 2              |
| ----------------------------- | --------- | ---------------------- |
| Metalul București             | 2 - 4 dts | Dinamo Bucarest        |
| Locomotiva Constanța          | 0 - 1     | CCA București          |
| Locomotiva Craiova            | 2 - 3 dts | Flacăra Ploiești       |
| Metalul Oradea                | 0 - 2     | Locomotiva Timișoara   |
| Metalul Reșița                | 4 - 0     | Locomotiva Târgu-Mureș |
| Progresul Satu Mare           | 1 - 3     | Flamura Roșie Arad     |
| Flamura Roșie Sfântu Gheorghe | 4 - 0     | Metalul Câmpia-Turzii  |
| Progresul Sibiu               | 1 - 4     | Locomotiva Bucarest    |

## Quarti di finale
Gli incontri si sono disputati il 28 novembre 1954
| Squadra 1        | Risultato | Squadra 2                     |
| ---------------- | --------- | ----------------------------- |
| Dinamo Bucarest  | 3 - 0     | Flamura Roșie Sfântu Gheorghe |
| CCA București    | 1 - 0     | Locomotiva Bucarest           |
| Flacăra Ploiești | 3 - 1 dts | Flamura Roșie Arad            |
| Metalul Reșița   | 2 - 0     | Locomotiva Timișoara          |

## Semifinali
Gli incontri si sono disputati il 1º dicembre 1954.
| Squadra 1       | Risultato | Squadra 2        |
| --------------- | --------- | ---------------- |
| Dinamo Bucarest | 4 - 1     | Flacăra Ploiești |
| Metalul Reșița  | 1 - 0     | CCA București    |

## Finale
La finale venne disputata il 5 dicembre 1954 a Bucarest.
| Arbitro: | Dumitru Schulder (Bucarest) |

|                       |           |  |
| Ștefan Szeleș 30’ 40’ | Marcatori |  |